# Haketia
Haquetia (amb la i com a síl·laba tónica) (en hebreu חכיתייה, en àrab حاكيتيا, Ḥākītiyā) és el particular dialecte del nord del Marroc, incloses les ciutats de Ceuta i Melilla, del judeocastellà que parlen els jueus sefardites de la zona, de vegades coneguda com a Djudeo Spañol o ladino occidental. Les denominacions i ortografies en castellà són vaci·llants: haketía, haketilla, haquitía, jakitía, jaquetilla, haketiya, hakitiya, jaquetía. la seva etimologia és discutida: s'ha pensat que prové de haquito, apòcope d' Ishaquito, diminutiu d' Ishac (Isaac), nom molt usat entre els jueus d'Espanya. Seria, doncs, l'idioma dels haquitos, com es denominava habitualment als membres de la comunitat jueva en la península Ibèrica (Sefarad, en hebreu); però no existeixen indicis que corroborin aquesta hipòtesi. Per contra, existeix una altra interpretació més plausible que consisteix en una arrel àrab i una terminació castellana derivada del verb haka, حكى, que significa "dir, parlar, narrar", sent aquesta opció la més probable.
Es considera que la haketia ha influenciat la parla vernacular llanito, parlada al territori britànic d'Ultramar de Gibraltar degut a la immigració de jueus marroquins.

## Origen
Aquest dialecte posseeix un triple fonament: el castís (castellà antic del segle XV), els hebraismes i els arabismes utilitzats a Espanya i Portugal. Els expulsats de la península ibèrica en 1492 es van ser assentant, radicant i formant comunitats en diferents llocs del nord del Marroc: Casablanca, Tànger, Tetuan, Xauen, Arcila, Alcazarquivir, Larraix, Ceuta i Melilla, i van anar afegint arabismes a la base hispanohebraica d'aquest dialecte, a més dels arabismes que ja s'havien incorporat a Espanya.

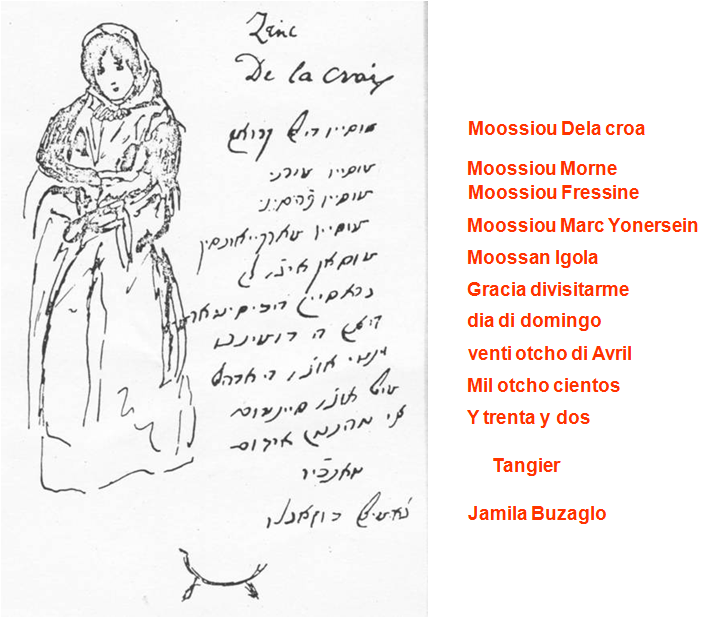
Carta original en haketia de Tànger, escrita en 1832.

Però prèviament a l'expulsió dels jueus d'Espanya ja hi havia al Marroc una població jueva: els toshabim (residents), la llengua dels quals era l'àrab o l'amazic, depenent de les regions en què habitaven, i per descomptat l'hebreu utilitzat en les cerimònies religioses. Amb l'arribada dels expulsats, els megorashim, la població es va fusionar i va créixer considerablement, gràcies a les aportacions que aquests van fer, quant als seus coneixements intel·lectuals, religiosos (especialment en estudis talmúdics), els seus contes, refranys, romanços, les seves tradicions culinàries, la seva literatura específica, les seves tradicions sefardites i el seu bagatge lingüístic, desconegut fins a aquest moment pels toshabim. Els jueus del nord del Marroc utilitzaven la haketia, la llengua a la qual es van aferrar i que usaven per comunicar-se amb els seus familiars, amb els seus amics i veïns, així com en les seves relacions comercials amb altres jueus. En canvi van emprar l'àrab o l'amazic per entendre's amb els moros (expressió encara utilitzada en l'actualitat per identificar els musulmans), que eren els habitants originals de la regió i que representaven la majoria de la població, i amb els jueus no sefardites.,
La utilització de diversos idiomes a la perfecció (el castellà, l'hebreu, l'àrab, l'amazic i la seva haketia) va facilitar l'establiment d'un vincle estret dels expulsats amb la resta dels membres de la societat a la qual van arribar.

## Entonació
Es diu que la haketia té una entonació musical que alguns denominen “música del parla”, que la distingeix per sobre qualsevol altra llengua o forma d'expressió oral. A vegades, per les activitats comercials predomina el to àrab i, en altres, el to rabínic que s'utilitza en estudis talmúdics i en la comunicació entre jueus. En aquest sentit, la haketia té un ritme que es marca per les pujades i baixades de veu i també per la velocitat de les frases, que té relació directa amb l'allargament de les síl·labes de cadascuna de les paraules emprades. D'aquesta forma també s'observa una tendència a corbes ascendents en l'entonació de la persona que la parla i, de vegades, aquests canvis es relacionen amb la manera interrogativa que tendeix a expressar-se, i amb el sentit del que està dient.

## Influències modernes
La haketia té la particularitat que les seves expressions sempre es relacionen amb imatges de la vida quotidiana, l'emoció i també la vehemència. Per aquest motiu és que s'observa contínuament l'ús de benediccions per expressar l'afecte, amor, amistat, dirigides a totes les persones molt volgudes, però també és freqüent l'ús d'una varietat de malediccions (baldiciones), de vegades humorístiques i unes altres no tant.
A partir de finalitats del segle xviii, va començar molt lentament l'emigració cap a Amèrica Llatina. En ocasió de la guerra entre el Marroc i Espanya en 1860, es produeix la primera gran ona emigratòria que va prosseguir amb regularitat fins a 1914, vespra de la Primera Guerra Mundial. Es va reprendre en 1918 fins a 1939 i després en 1956 per la inestabilitat causada per les lluites per la independència del Marroc. Va haver-hi un fenomen important a partir de l'any 1860 i és que es va produir una major castellanització de la haketia, a tal punt que es va perdre el sentit de parlar en un idioma diferent. En 1862, amb la creació de la primera Aliança Israelita a Tetuan, que més tard es va instal·lar en gairebé totes les ciutats del Marroc, i posteriorment al segle XX amb l'ocupació de França, es genera un altre fenomen paral·lel en algunes ciutats, especialment a Tànger i és que es comença a deixar d'usar la haketia en les converses socials, comercials i fins a en les familiars, per prendre el francès com a idioma. Aquest procés va ser gradual, a tal punt que a poc a poc es va anar abandonant la haketia. Alguns van començar a considerar-la com una forma d'expressió dels illetrats, dels incults, dels endarrerits, com una llengua vulgar, la qual cosa va produir fortes barreres socials entre els quals sí la parlaven i els que negaven conèixer-la, encara sabent que és part de la seva cultura, del seu passat.

## Llengua en perill?
Encara que alguns sostenen que avui dia està en perill d'extinció, en les últimes dècades s'evidencia en alguns països l'estudi, ús i preservació de la haketia desitjant una “tornada” a aquest idioma com a símbol representatiu d'identitat. La haquetía va ser essencialment una llengua oral, la qual cosa significa que fins fa poc temps no havia deixat documentació escrita. En l'actualitat testimonien el seu interès per aquest dialecte molts investigadors i filòlegs. Per esmentar alguns: José Benoliel, que va ser el precursor d'aquesta mena d'estudis i qui va escriure el primer diccionari de haquetía, publicat en 1977 (50 anys després de la seva defunció), Manuel Alvar López, Jacob Hassan, Larrea Palacín, Josef Martínez Ruiz, Haïm Vidal Séphiha, Alegría Bendayan de Bendelac, Ana Benarroch, Isaac Benharroch i Yaakov Bentolila.
Darrerament s'ha produït una petita renaixença de la llengua, ajudada per músics com Doris Benmaman, Mor Karbasi i Kol Oud Tof Trio, entre d'altres. Jose Benoliel i Alegría Bendayan de Bendelac han compilat diccionaris castellà-haketia, publicats en 1977 i 1995, respectivament. El Sentro de Estudios Sefardis de Caracas publica regularment articles en haketia a la seva revista Magen-Escudo.

## Alguns exemples del vocabulari
- A lema'an Hashem Bbaruj Hu - Per l'amor de Déu!
- 'Ada - Tradició, costum.
- Adafina - Guiso judeomarroquí de carn, usualment de vaca.
- Adolo - A on.
- Hadrear - Parlar, xerrar.
- Ain hara - Malament d'ull.
- Aiwa - Què tal? què passa? llavors què?
- Hshuma o Eh-shuma - Vergonya.
- Alboronía o almoronía - Plat judeomarroquí fet amb albergínies, cebes i pollastre.
- Arián - Nu, pobre.
- Així mos kedemos - Que sempre estiguem ben com ara.
- Així kedes tu - Déu et cuidi.
- Äyana - Bestiola de la família de les llagostes. Persona inquieta.
- Azno - Ruc. Ximple.
- Awed - Una altra vegada.
- Berajá se te haga - Que t'aprofiti. En el cas de menjar, bon profit.
- Ba'adá - Primerament. Almenys.
- Bienmesabe - Plat Muntat, Pastís de merenga. Coca esponjosa dolça.
- Boril - de l'esp. burí, punxo. Fastigueix.